# دانيال بي. وود
دانيال بي. وود هو سياسي أمريكي، ولد في 5 نوفمبر 1819، وتوفي في 1 مايو 1891. نشط حزبياً في الحزب الجمهوري. وقد انتخب عضو جمعية ولاية نيويورك ‏ وانتخب عضو مجلس ولاية نيويورك ‏.